# William Beardmore and Company
Pour les articles homonymes, voir Beardmore.
William Beardmore and Company est une entreprise de construction mécanique écossaise disparue. Entre 1887 et 1967 elle a produit dans la région de Glasgow des navires, puis des locomotives, avant de s’intéresser à l’aviation et enfin de produire des véhicules automobiles.

## Origines
Fondée en 1837 par Reoch Brothers & Co, la forge de Parkhead, située à l’est de Glasgow, fut rachetée en 1841 par l’industriel Robert Napier (en) afin d’y produire les éléments métalliques nécessaires au fonctionnement de son chantier naval de Govan. William Beardmore s’associa avec Robert Napier (en) une vingtaine d’années plus tard. Son fils William Junior devait acheter en 1886 la forge de Parkhead et y fonder la William Beardmore & Company, Ltd. L’entreprise se développa rapidement, devenant en 1896 la principale usine sidérurgique d’Écosse, alimentant les chantiers navals de la région de la Clyde, avant de se spécialiser dans la construction de plaques de blindage et de pièces d’artillerie navale, comme le canon BL 15 inch Mk I, puis de se diversifier dans divers secteurs industriels.

## Construction navale
En 1900, Beardmore rachète à Robert Napier (en) le chantier naval de Govan et lance la construction d’un nouveau chantier naval à Dalmuir, sur la rive nord de la Clyde. Connu pour être le plus moderne et le plus grand des chantiers navals du Royaume-Uni durant la première moitié du XXe siècle, le site de Dalmuir lance en 1906 sa première réalisation, le cuirassé léger HMS Agamemnon, qui participe à la bataille des Dardanelles. Beardmore produit ensuite plusieurs dreadnought : HMS Conqueror, HMS Benbow et HMS Ramillies ainsi que des pièces d'artillerie navale dont 37 canons de marine de 15 pouces entre 1912 et 1918.
En 1917, le chantier naval de Dalmuir, qui employait 13 000 personnes, lance le HMS Argus, premier porte-avion disposant d’un pont d’envol totalement plat.
Durement frappé par la fin de la Première Guerre mondiale, le chantier naval de Dalmuir tenta de se reconvertir dans la construction ferroviaire avant de fermer ses portes en 1930.
Bien que techniquement en faillite et ne construisant plus de navires, il exploite toujours ses ateliers de mécanique et construit des machines pour les croiseurs HMS Amphion, Apollo et Duncan de la Classe Leander de 1932 à 1935.

## Construction aéronautique
En 1913 Beardmore se lança dans la construction de moteurs d’avions. Caractérisés par la disposition en ligne de leurs cylindres, ces moteurs furent baptisés Cyclone (en), Meteor, Simoon, Tornado (en), Typhoon et Whirlwind.
Durant la Première Guerre mondiale l’usine de Dalmuir fut également sollicitée pour produire sous licence des avions. Après avoir reçu un contrat pour la production de Sopwith Pup, Beardmore embaucha en 1916 George Tighman Richards pour diriger son bureau d’études. Le principal succès de celui-ci fut le Beardmore W.B.III, version embarquée du Pup, dont 100 exemplaires furent construits pour le RNAS.
Beardmore a également construit et géré un atelier de construction de ballons dirigeables à Inchinnan, Renfrewshire, d’où sortirent les dirigeables R27, R32, R34 et R36.
En 1924 Beardmore acheta à la firme allemande Rohrbach une licence d’utilisation de son procédé de construction à revêtement travaillant. Le ministère de l'Air passa commande de deux hydravions à coque utilisant ce système sous la désignation Beardmore Inverness, puis d’un gros trimoteur de transport entièrement métallique, le Beardmore Inflexible. Remis à la RAF en 1928, cet appareil sous-motorisé fut le dernier à sortir des ateliers de Dalmuir, l’activité aéronautique de la firme cessant quelques mois après son premier vol.

## Construction ferroviaire
En 1917 Beardmore acheta Sentinel Waggon Works (en), entreprise produisant des locomotives à vapeur, des wagons et des véhicules automobiles. La Première Guerre mondiale achevée, Beardmore tenta donc une diversification dans le domaine ferroviaire, mais sa production resta très modeste : 
- 20 locomotives 4-6-0 pour Great Eastern Railway (locomotives GER Class S69).
- 90 locomotives Prince de Galles pour London and North Western Railway
- 1 locomotive de démonstration pour London, Midland and Scottish Railway
- 90 chaudières pour les locomotives Fowler 3F (en) de London, Midland and Scottish Railway.

## Construction automobile
En 1919 Beardmore annonça la sortie d’une gamme de véhicules produits en divers sites de la banlieue de Glasgow par une filiale, Beardmore Motors Ltd. Le catalogue Beardmore Motors peut être résumé comme suit :
- Beardmore 11.4 : Modèle de base original disposant d’un 4 cylindres à arbre à cames en tête de 1 486 cm3. Cet arbre à cames en tête ne s’avérant pas satisfaisant, le moteur fut remplacé par un 1 656 cm3 classique, avant de réapparaître en 1921, enfin au point.
  - Beardmore 12.8 : Évolution du modèle précédent, apparu en 1924, avec un 4 cylindres à arbre à cames en tête de 1 960 cm3.
  - Beardmore 12.30 : Évolution du modèle précédent avec un moteur de 1 854 cm3, produit jusqu’en 1925.
- Beardmore Sport 12 : Lancé en 1924 avec une vitesse maximale garantie de 113 km/h pour 550 UK£.
- Beardmore Thirty : Gros modèle quadriplace à moteur quatre cylindres de 4 072 cm3 produit en petite série à partir de 1920.
- Beardmore 14.40 : Apparu en 1924, ce modèle équipé d’un moteur de 2 297 cm3 à têtes de cylindres en aluminium fut à l’origine du plus connu des véhicules Beardmore.
  - Beardmore 16.40 : Évolution du précédent à moteur de 2 391 cm3.
  - Beardmore Taxi : Adaptation du Beardmore 16.40 en véhicule de place, et dont le succès fut considérable. La production cessa en Écosse en 1929, alors que le modèle avait été définitivement adopté par la ville de Londres. Une chaîne de montage fut donc installée dans les locaux servant à l’entretien des Taxis en service dans la capitale anglaise, chaine qui devait fonctionner jusqu’en 1967. Près de 6 000 Taxi furent produits, contre environ 500 véhicules privés.

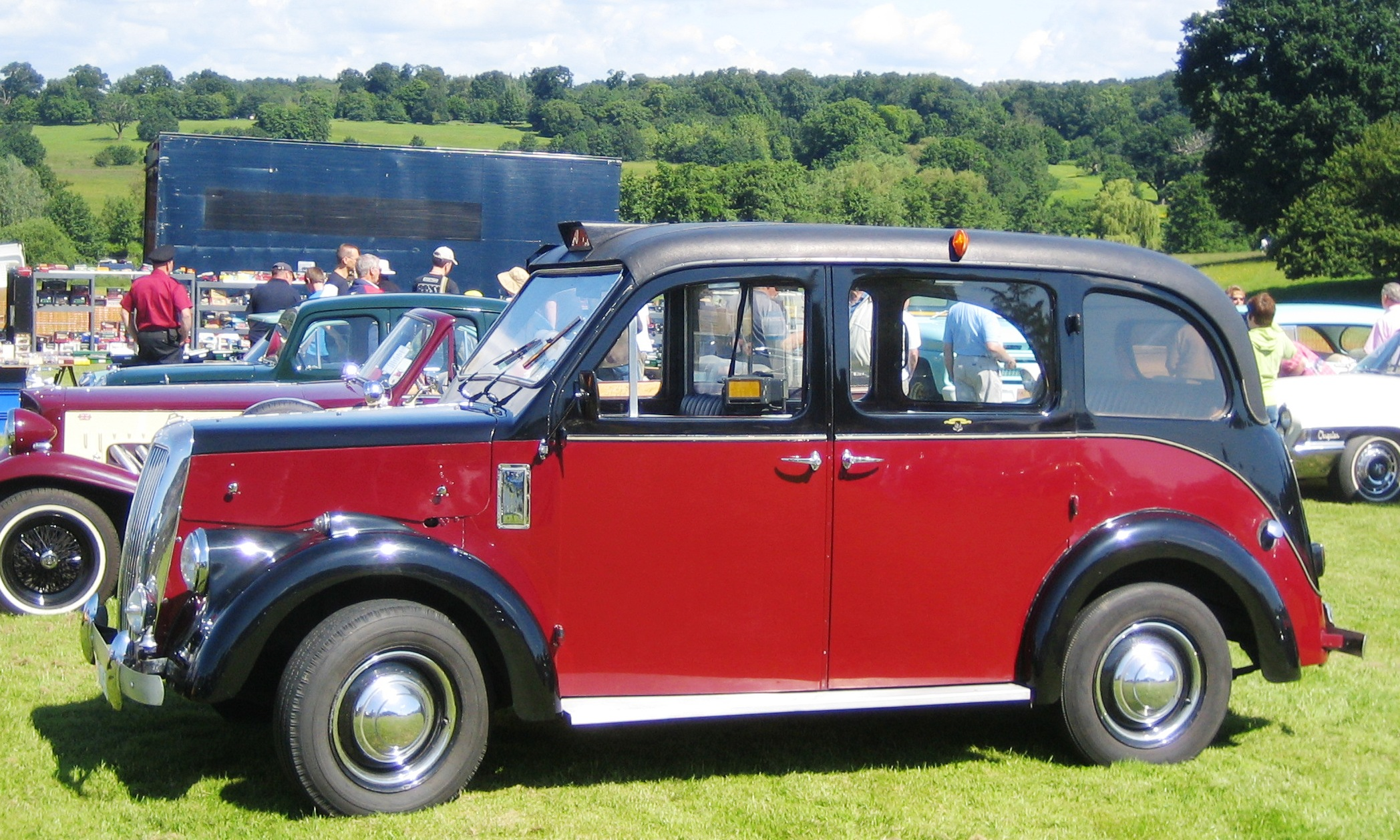
Beardmore Taxi en 1965
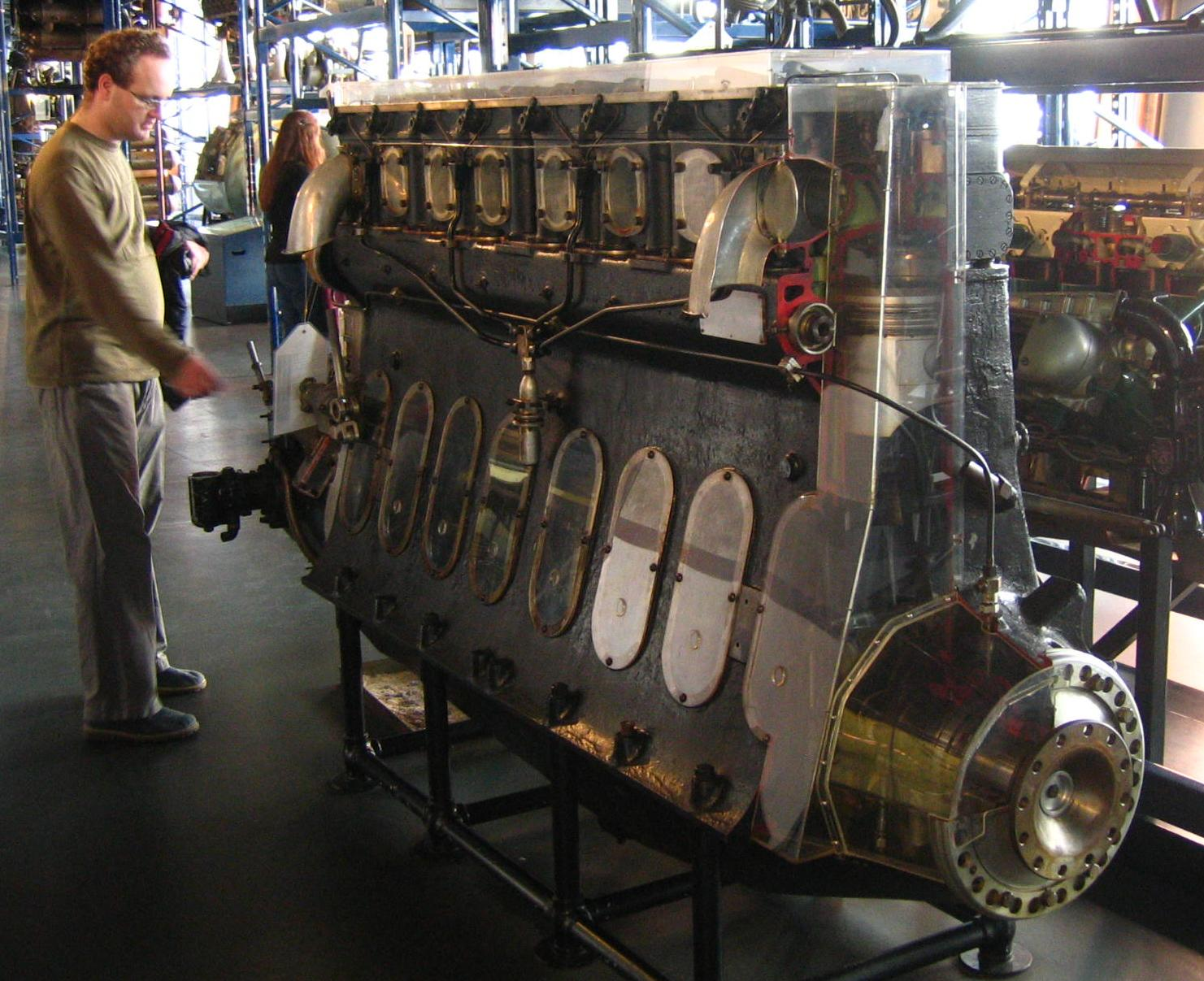
Moteur diesel Beardmore Tornado
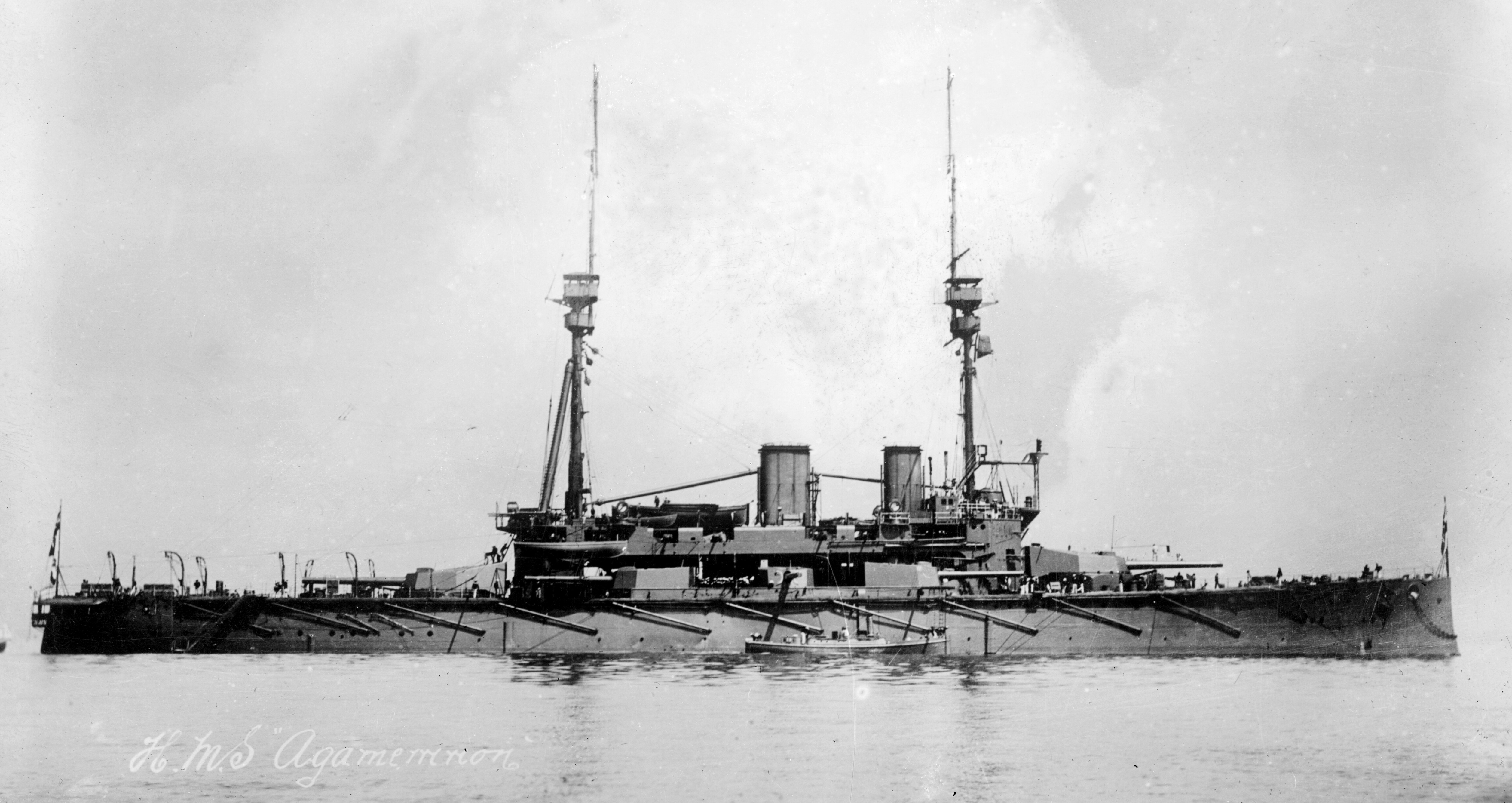
HMS Agamemnon (1906)

À noter également la production entre 1921 et 1924 des moteurs de motocyclettes Precision, développés par Frank Baker.

## Une lente agonie
Dès la fin de la Première Guerre mondiale, et malgré de nombreux efforts de diversification, William Beardmore & Co, Ltd perdit de l’argent. Vickers Limited prit le contrôle de l’entreprise à hauteur de 60 %, puis se retira au profit de la Banque d'Angleterre qui démit William Beardmore de ses fonctions directoriales. Le chantier naval de Dalmuir fut vendu en 1930, William Beardmore disparut en 1936 et la forge de Parkhead, passée sous le contrôle de Lithgows Ltd, ferma ses portes en 1976.